# Tectopulvinaria farinosa
Tectopulvinaria farinosa är en insektsart som först beskrevs av Green 1922.  Tectopulvinaria farinosa ingår i släktet Tectopulvinaria och familjen skålsköldlöss.
Artens utbredningsområde är Sri Lanka. Inga underarter finns listade i Catalogue of Life.